# Atletika na Letních olympijských hrách 2008 – 5000 metrů muži
Běh na 5000 metrů mužů na Letních olympijských hrách 2008 se uskutečnil ve dnech 20. srpna (rozběhy) a 23. srpna (finále) na Pekingském národním stadionu.
Tří rozběhů se zúčastnilo celkově 43 atletů z 25 států světa.

## Finále
Finálový běh ovládl Etiopan Kenenisa Bekele, který časem 12:57,82 vytvořil nový olympijský rekord. Původní rekord držel od olympiády v Los Angeles 1984 časem 13:05,59 Maročan Saïd Aouita. Jako šestý doběhl Teriku Bekele, mladší bratr Kenenisy.
| Umístění         | Jméno                | Národnost | Výkon    |
| ---------------- | -------------------- | --------- | -------- |
| Zlatá medaile    | Kenenisa Bekele      | Etiopie   | 12:57,82 |
| Stříbrná medaile | Eliud Kipchoge       | Keňa      | 13:02,80 |
| Bronzová medaile | Edwin Soi            | Keňa      | 13:06,22 |
| 4.               | Mores Ndiema Kipsiro | Uganda    | 13:10,56 |
| 5.               | Abreham Cherkos      | Etiopie   | 13:16,46 |
| 6.               | Tariku Bekele        | Etiopie   | 13:19,06 |
| 7.               | Juan Luis Barrios    | Mexiko    | 13:19,79 |
| 8.               | James Kwalia         | Katar     | 13:23,48 |
| 9.               | Bernard Lagat        | USA       | 13:26,89 |
| 10.              | Kidane Tadasse       | Eritrea   | 13:28,40 |
| 11.              | Alemayehu Bezabeh    | Španělsko | 13:30,48 |
| 12.              | Thomas Longosiwa     | Keňa      | 13:31,34 |
| 13.              | Matt Tegenkamp       | USA       | 13:33,13 |
| 14.              | Jesús España         | Španělsko | 13:55,94 |
|                  | Alistair Cragg       | Irsko     | DNF      |